# Studiengang
Als Studiengang, Studienfach oder Studienrichtung bezeichnet man an Universitäten und anderen Hochschulen den spezifischen Aufbau und die fachliche Ausrichtung eines Studiums. Er ist entsprechend der zugehörigen Studienordnung in ein Curriculum aus Kursen eingeteilt, die für die Erlangung eines Studienabschlusses innerhalb einer gewissen Zeit absolviert werden müssen.

## Begriffsunterscheidung
Zumeist werden die Begriffe Studienfach, Studiengang und Studienrichtung synonym verwendet. Im engeren Sinne bezeichnet jedoch Studienfach das generelle akademische Fachgebiet, in dem das Studium absolviert wird, während Studiengang für den exakten Aufbau eines bestimmten Studiums steht, wie er sich aus der spezifischen Studienordnung der entsprechenden Hochschule ergibt, inklusive der vorgeschriebenen Prüfungsleistungen, sowie der Art und Bezeichnung des dabei angestrebten Abschlusses. Dadurch ist auch das Studieren mehrerer Studienfächer in ein und demselben Studiengang möglich. Die Studienrichtung steht wiederum für eine bestimmte Spezialisierung innerhalb des Studienganges. Hochschulabschlüsse in einem bestimmten Studienfach können sich abhängig von Studiengang und -richtung erheblich voneinander unterscheiden.
Ein Beispiel zur Verdeutlichung: Der Studiengang „Sociology, Politics and Economics (B.A.)“ an der Zeppelin Universität beinhaltet die Studienfächer Soziologie, Politik- und Wirtschaftswissenschaften. Durch die Belegung einer bestimmten Anzahl von Kursen in einem dieser Fächer kann ein Schwerpunkt als Studienrichtung gewählt werden.
Der Begriff Studiengang hat im Laufe der Zeit eine Bedeutungsverengung erfahren. In den 1950er bis '70er Jahren verstand man darunter den individuellen Studienverlauf eines Studenten.

## Arten von Studiengängen und -fächern
Bei Entstehung der Universitäten im 12. Jahrhundert gab es vier Hauptrichtungen, die nach ihrer Bedeutung geordnet waren: Theologie, Medizin, Kanonisches Recht und die artes liberales. Diese „freien Künste“ wurden der Ursprung für die Geistes- und Gesellschaftswissenschaften und der Naturwissenschaften, welche in der Neuzeit (vor allem der Späten Neuzeit) entstanden.
Heutzutage gibt es eine Vielzahl unterschiedlicher Studiengänge und -fächer. Eine Auswahl findet sich unter Kategorie:Studienfach.

## Angebot in Deutschland
Zum Beginn des Wintersemesters des Jahres 2019 wurden in Deutschland 20.123 unterschiedliche Studiengänge angeboten, darunter 4.729 im Bereich Lehramt. Dies bedeutet eine Steigerung von rund 17 Prozent zum Jahre 2014 mit damals 17154 Studiengängen. Dieser Zuwachs fiel mit 70 Prozent an privaten Fachhochschulen für Angewandte Wissenschaften am stärksten aus. Im Bereich Medizin und Gesundheitswissenschaften wurden 204 neue Angeboten geschaffen, dieser Anstieg mit 38 Prozent stellt die höchste Zuwachsrate dar.

## Haupt- und Nebenfächer
In manchen Studiengängen ist es abseits von der Vertiefung durch eine spezifische Studienrichtung auch möglich, zusätzlich zum Haupt(studien)fach ein Neben(studien)fach zu wählen. Dieses kann häufig auch inhaltlich komplett fachfremd sein und damit die Interdisziplinarität eines Studienganges bewirken. Während manche Studiengänge die Wahl eines Nebenfaches verpflichtend vorschreiben, stellen dies andere Hochschulen ihren Studenten selbst frei. Da die Wahl eines Nebenfaches innerhalb eines Studienganges erfolgt, ist dieser Vorgang abzugrenzen von einem Doppelstudium, welches die gleichzeitige Absolvierung mehrerer Studiengänge beschreibt.

### MajorundMinor
Insbesondere im angelsächsischen Raum ist die Wahl eines Nebenfaches (Minor) zur Ergänzung des Hauptfaches (Major) im Bachelor-Studium (undergraduate) verbreitet. Ein Minor wird zumeist dadurch erlangt, dass zusätzlich zum vorgeschriebenen Curriculum des Majors freiwillig weitere Kurse absolviert werden. Anders als im deutschsprachigen Raum, wo die Wahl eines Nebenfaches meist bereits in der Studienordnung des Studienganges vorgesehen ist und dafür die Semesterwochenstunden für das Hauptfach in der Regel entsprechend reduziert werden (der Gesamtaufwand also gleich bleibt), stellt der Minor dadurch jedoch quasi ein eigenständiges zusätzliches „kleines“ Studium dar. Dementsprechend wird der Minor nur von besonders leistungsstarken Studenten absolviert.